# 红花栒子
红花栒子（学名：Cotoneaster rubens）是蔷薇科栒子属的植物。分布于不丹、缅甸以及中国大陆的云南、西藏等地，生长于海拔3,000米至4,100米的地区，常生于山坡密林中和林缘草地，目前已由人工引种栽培。

## 异名
- Cotoneaster rubens W. W. Smith var. minimus Yu